# Шарлотта Амалія Данська
Шарлотта Амалія Данська та Норвезька (дан. Charlotte Amalie af Danmark-Norge, 6 жовтня 1706 — 28 жовтня 1782) — принцеса Данії та Норвегії з Ольденбурзької династії, донька короля Фредеріка IV та принцеси Мекленбург-Гюстровської Луїзи. На її честь названо палац Шарлоттенлунд.

## Біографія
Шарлотта Амалія народилась 6 жовтня 1706 року у палаці Копенгагена. Вона була п'ятою дитиною та єдиною донькою в родині короля Фредеріка IV та його першої Луїзи Мекленбург-Гюстровської. На момент її народження в живих залишався лише брат Крістіан.
Матір померла, коли їй було 14 років. Батько відразу ж повінчався вдруге із Анною Софією Ревентлов, з якою вже був одружений ще за життя Луїзи. До мачухи Шарлотта Амалія поставилася приязно, у них склалися близькі стосунки.
1724 року принцеса з батьком та мачухою подорожували за кордоном.
1730 року помер Фредерік IV. Королем країни став старший брат Шарлотти Амалії. Він призначив сестрі річний дохід у розмірі 12 000 ріксдалерів.

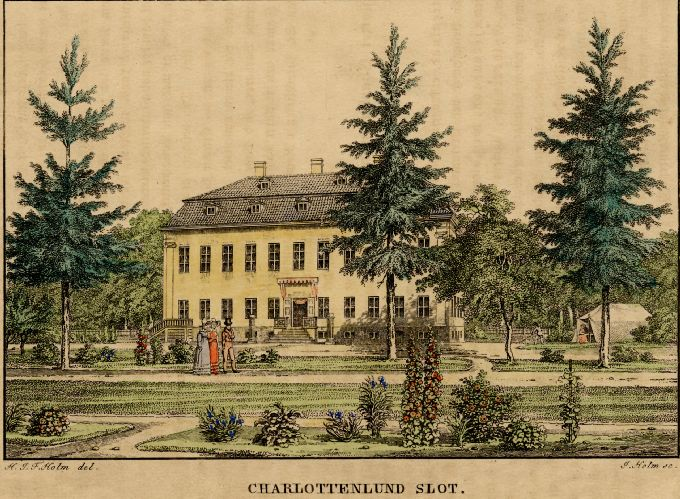
Палац Шарлоттенлунд

Вона так і не вийшла заміж, натомість, вела активне придворне життя. Літо принцеса проводила в палаці Шарлоттенлунд, реконструйованому у 1731—1733 роках і названому на її честь. Взимку проживала в замку Крістіансборг у Копенгагені.
Народ любив її за благодійні справи та доброзичливість.
Померла принцеса 28 жовтня 1782 року, за часів регентства при її внучатому племіннику Крістіану VII. Похована у Роскілльському соборі.